# Бычков, Александр Петрович
Алекса́ндр Петро́вич Бычко́в (13 февраля 1921 года, д. Клевищи, Тверская губерния, РСФСР, — 27 декабря 2009 года, г. Томск, Российская Федерация) — советский и российский учёный-экономист, доктор экономических наук, педагог высшей школы, организатор науки. Заслуженный деятель науки РСФСР (1976).

## Биография
Среднее специальное образование получил в Бежецком педагогическом училище. По распределению работал директором неполной средней школы в селе Константиновка (Хабаровский край) с августа 1939 года по июль 1941 года. Без отрыва от работы в 1942 году окончил исторический факультет Хабаровского учительского института.
Во время Великой Отечественной войны был направлен во Владивосток на курсы политработников. После обучения служил заместителем политрука танковой роты, принимал участие в составе ударного батальона в войне с Японией.
В 1952 году окончил факультет политэкономии Ленинградского высшего военно-педагогического института им. М. И. Калинина, получил диплом с отличием. Окончив адъюнктуру ЛВВПИ, преподавал в этом же институте. Кандидат экономических наук (1955), тема диссертации «Колхозная собственность в СССР, её возникновение и развитие», выполнена в Ленинградском высшем военно-педагогическом институте им. М. И. Калинина. В 1956 году был уволен в запас в звании майора.
С 1957 года — доцент кафедры политэкономии Томского государственного университета (ТГУ), заведующий кафедрой — с 30 марта 1966 года. В 1966 году защитил диссертацию на соискание учёной степени доктора экономических наук, тема диссертации «Экономические связи колхозов с социалистическим государством и развитие отношений собственности». Руководил кафедрой до 1991 года, затем — профессор кафедры.
С 23 февраля 1967 года по 1 августа 1983 года — ректор ТГУ. При А.П. Бычкове в ТГУ были построены новое здание научной библиотеки, корпуса для НИИ ПММ, НИИ биологии и биофизики, спортивный комплекс и стадион, Культурный центр ТГУ, тропическая оранжерея Сибирского ботанического сада, столовые, общежития, многоквартирные жилые дома, детский сад, открыты санаторий-профилакторий и спортивно-оздоровительный лагерь на реке Обь. При его участии открыт факультет прикладной математики и кибернетики и Вычислительный центр. В годы его ректорства количество диссертационных советов увеличилось с трёх до пятнадцати. Сам А. П. Бычков возглавил новый совет по экономическим, философским и юридическим наукам (долгое время единственный в восточной части РСФСР).
С 1970 года член учёного совета Сибирского отделения Академии наук СССР. В 1974 году возглавил Совет «Социально-экономические проблемы развития Сибири и Дальнего Востока» при Министерстве образования РСФСР.

Мемориальная доска на здании 12-го корпуса ТГУ (ул. Герцена, д.2)

Сын Юрий (1945—1992) окончил юридический факультет ТГУ, был подполковником Министерства безопасности Российской Федерации; дочь Тамара (1941—2022) — историк; была замужем за историком С.Ф. Фоминых (1940—2019).

## Научная деятельность
Научные работы посвящены таким проблемам, как отношения собственности, вопросы построения коммунизма, создание материально-технической базы коммунизма в сельском хозяйстве, преодоление различий между городом и деревней, производственные отношения в советской экономике, социалистическая система сельского хозяйства, управление социалистическим производством как экономический процесс, экономические основы федерализма в России, закономерности развития аграрного сектора, изменение отношения труда и капитала в современной экономике, проблема становления и развития российской экономики. Первым в СССР рассмотрел весь комплекс экономических отношений и проанализировал ценообразование на колхозную продукцию и поставляемые колхозам государством средства производства.
Автор более 140 научных работ. Подготовил более 50 кандидатов наук, 35 из которых защитили докторские диссертации.

## Награды и звания
орден Красной Звезды (1945),

орден Трудового Красного Знамени (1967),

орден Октябрьской Революции (1971),

орден Ленина (1981),

орден Отечественной войны 2 степени (1985),

медаль «За победу над Японией» (1945),

медаль «За боевые заслуги» (1947),

медаль «За доблестный труд. В ознаменование 100-летия со дня рождения Владимира Ильича Ленина» (1970)

медаль «Ветеран труда» (1985),

медаль «За освоение недр и развитие нефтегазового комплекса Западной Сибири» (1988),

медаль «За заслуги перед Томским государственным университетом» (1998).

медаль «Двадцать лет Победы в Великой Отечественной войне 1941—1945 гг.» (1965),

медаль «Тридцать лет Победы в Великой Отечественной войне 1941—1945 гг.»(1975),

медаль «Сорок лет Победы в Великой Отечественной войне 1941—1945 гг.» (1985),

медаль «50 лет Победы в Великой Отечественной войне 1941—1945 гг.» (1995),

медаль Жукова (1996),

медаль «30 лет Советской Армии и Флота» (1948),

медаль «50 лет Вооруженных Сил СССР» (1978),

медаль «70 лет Вооруженных сил СССР» (1988).
Заслуженный деятель науки и техники РСФСР (1976). За заслуги перед ТГУ А. П. Бычков был удостоен званий почётный доктор ТГУ (1995), заслуженный профессор ТГУ (2004).
Почётный гражданин города Томска (Решение Томской городской думы № 81 от 26.11.2001), член Совета старейшин города Томска (1998).

## Память
Похоронен на кладбище Бактин в Томске.
13 февраля 2012 года на здании 12 корпуса ТГУ (ул. Герцена, д.2), где сегодня располагается экономический факультет ТГУ, открыта мемориальная доска А. П. Бычкову